# Rov (ebraismo)
Rov (in ebraico רוֹב‎?) è un concetto talmudico che significa maggioranza.
Si basa sul passo biblico di Esodo 23:2: "con la maggioranza per contestare" (אחרי רבים להטות), che secondo l'interpretazione rabbinica significa: accetterai le cose secondo la maggioranza.
L'applicazione più originale di questo termine è in una riunione del Sinedrio, dove l'opinione della maggioranza è legge definitiva.
Il termine viene usato anche per indicare mescolanze accidentali di ingredienti kosher e non kosher, quando l'ingrediente non-kosher può essere annullato dalla maggior quantità degli ingredienti kosher (alcune restrizioni si applicano a questa halakhah).